# ولاية غليزان
ولاية غليزان، هي إحدى الولايات الجزائرية رمزها هو 48. وتقع بالغرب الجزائري كانت تابعة لولاية وهران ثم لولاية مستغانم عام 1956م وفي التقسيم الإداري لعام 1984م ارتقت لولاية تضم 13 دائرة و 38 بلدية.
وتتميز الولاية بثرائها الثقافي والتاريخي الضارب في جذور التاريخ حيث تعد مغارة الرتايمية بوادي ارهيو ومغارة الكوة شاهدة على العصور الحجرية التي ترك الإنسان الأول بصمته بها إضافة إلى مدينة مينا الفنيقية وسمية غُزة وبالان بريزيدانيوم (يلل) التي أنشأت بها مدن في الفترة النوميدية أي قبل الميلاد دون إغفال كادوم كاسترا (جديوية)
والآثار الرومانية المتواجدة بمنطقة بني أوراغ وتعد حواضر مازونة وقلعة بني راشد والبطحاء من أهم المحطات التاريخية في العصر الإسلامي لما قدمته من خدمات علمية لفائدة طلبة العلم دون نسيان رجال الصالحين الذين رفعوا لواء الجهاد مثل سيد أحمد بن يوسف وسيدي بوعبد الله وسيدي يحي الأصغر وسيدي امحمد بن عودة والتي بقت ذكراهم محفورة لدى السكان وخلدوهم بتظاهرات تقام على شرفها فرق الخيالة وإكرام الضيوف وتسمى بالوعدة أو الطعم.

## الموقع
تقــع ولاية غليزان على الخط الوطني رقم 04 الرابط بين الجزائر العاصمة وعاصمة الغـرب الجزائري «وهران» مما أهلها أن تكون همزة وصل بين الغرب والوسط والشرق والجنوب فهي بذلك تحتل موقع إستراتيجي ممتاز اقتصاديا وتجاريا إذ يحدها من الشرق ولاية الشلف ومن الغرب ولاية معسكر ومن الشمال ولاية مستغانم ومن الجنوب كل من تيارت وتيسمسيلت، تبعد عن العاصمة بحوالي 330 كلم وعن مدينة وهران 100 كلم وتمتد على رقعة جغرافية مساحتها 4851.21 كلم2 معظمها أراضي فلاحية خصبة وبذلك تعتبر ولاية فلاحية.

## التاريخ
يعود تاريخ هذه الولاية إلى العصور الحجرية و قـد اتخـذ الإنسان ما قبـل التاريخ هذه المنطقة مسكنا ومستوطنا له واستعمل لصناعة أدواته الصيوان والصخر الرملي وبلور الصخر، وسكن المغارات ويتضح ذلك جليا في مقابر الدولوميت DOLIMITE والكهوف التي تحمل صور صخرية نيوليتية بكل من جبل بومنجل بالقلعة، وادي تامدة بمازونة، جبل سيدي السعيد بسيدي امحمد بن علي ومغارة الرتايمية بوادي إرهيو، ومغارة مصراتة بالقلعة).
كما يتفق المؤرخون على ان غليزان يعود إلى مرحلة المملكة النوميدية ما بين سنتي 203 و213 قبل الميلاد، واشتق اسمها آنذاك من واد مينا التي تقع على ضفافه وكان سكانها بربر (BERBERES) وهو اسم أطلقه البزنطيين على سكان شمال أفريقيا، ويقال أن تسمية غليزان تعني الهضبة الحارة (CRETE CHAUUDE) وجاء في كتاب ابن خلدون «العبر» إن قبيلة بربرية حطت وسكنت بمنطقة مينا سنة 40 ق.م سميت بالعلوميين، وعرفت هذه الفترة مقاومة الاستعمار الروماني الذي دام خمسة قرون وتوسع ليمتد من سهول الشلف ومينا حتى الأطلس حيث أقيمت «خيم» بسهل «بروسدان» يلل حاليا ثم غير اسم مينا إلى «إغيل إيزان» الذي يرمز إلى السهــل المحروق " PLAINE BRULEE" وشهدت المنطقة في هذه الفترة انتعاشا فلاحيا وتجاريا نظرا لخصوبة أراضيها حتى ظهور الفتوحات الإسلامية سنة 681 م.
اعتنقت قبائل غليزان الدين الإسلامي بمجيئ موسى بن نصير سنة 719م-720م إلى أن نزلت بالمنطقة قبيلة الهوارة سنة 761 م، وحسب المؤرخين يعقوب بن صالح والشيخ عبد الرحمن الجيلالي

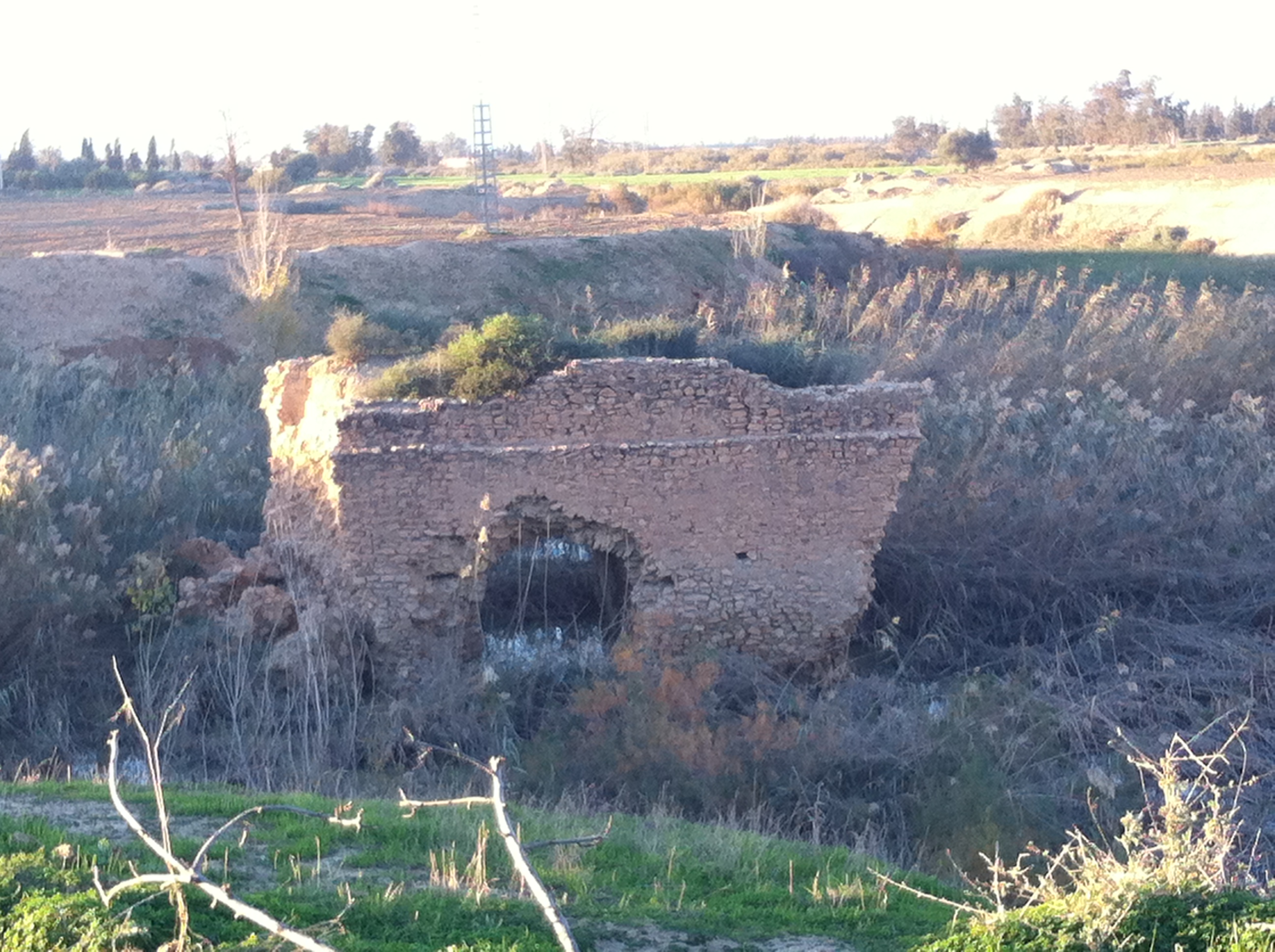
أطلال جسر روماني .....بالمدخل الغربي لمدينة غليزان

أنه بعد سقوط تلمسان حلت بعض القبائل الإدريسية بغليزان التي شهدت مجيئ قبائل أخرى تنحدر من كتامة بنواحي سطيف وبمجيء الفاطميين نشبت حروب بين الدويلات الإسلامية العديدة التي ظهرت بعد ذلك وهذا حسب المؤرخين ابن خلدون و«بوراس المعسكري».

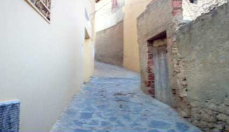
أزقة بقصبة مازونة

بقيت الأمور على هذا الحال وعرفت غليزان في هذه الفترة بالمدينة الجميلة المحاطة بالبساتين يعبرها ممر إلزامي للذهاب لمدينة تيهرت حسب ما ذكر في كتاب «المسالك والممالك» للمؤرخ أبو عبيد البكري حتى حلول الأتراك بالمنطقة وذلك سنة 1517 بقيادة بابا عروج واحتلالها وإتخاذ مدينة مازونة عاصمة الغرب آنذاك إذ تعتبر من أقدم المدن الجزائرية، وقد شارك أهل غليزان في العديد من المعارك ضد الإسبان بقيادة الشيخ الولي الصالح سيدي امحمد بن عودة.
ترتبط غليزان ارتباطا وثيقا بتاريخ الجزائر فبها اقدم الحواضر والمراكز العلمية كقلعة بني راشد التي تعتبر محطة تاريخية حافلة علميا وروحيا وصناعيا وعسكريا منذ العهد العثماني ومنجهة الظهرة نجد مازونة عاصمة الغرب بعد احتلال وهران من طرف الإسبان. من أهم اعلامها واوليائها سيدي احمد بن يوسف القلعي والصباغ القلعي وسيدي الشارف المازوني وسيدي يحي المغيلي المازوني صاحب الدرر المكنونة وسيدي بوطالب المعمر المجاهد ويرجع البعض سيدي مصطفى الرماصي الفقيه المحقق إلى غليزان نظرا لنشاته بالقلعة أو قربها والامر كذلك بالنسبة لسيدي محمد بن عمر الهواري دفين وهران وسيدي إبراهيم التازي تلميذ سيدي الهواري.

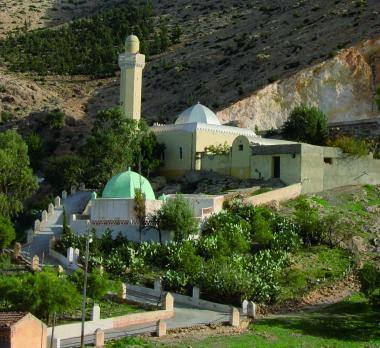
مسجد بقلعة بني راشد

في عهد الباي محمد الكبير، أي ما بين 1602م-1752م، شارك سكان غليزان العثمانيين في احتلال المغرب وباقي شمال إفريقيا وحوض البحر الأبيض المتوسط وبقيت على هذا الحال حتى سقوطها في يد الفرنسيين سنة 1843م وفي 04 فبراير من نفس السنة تشكلت المقاومة الشعبية وازدادت تنظيما وأعلن سكان غليزان مبايعتهم للأمير عبد القادر وفي نفس السنة عينت القوات الفرنسية الملازم الأول «بوليفاس» قائدًا لهذه المنطقة وقد نصب ثلاثة فيالق حربية و 4 أسراب من الجيش وسماهم بالخط 88(88 ligne). في سنة 1853م وصلت أول دفعة من المعمريين إلى غليزان منهم 1845 معمر فرنسي و 1000 من جنسيات إسبانية ويهودية وقضوا أول ليلة «بساحة كولونيل درونوا» ساحة المقاومة حاليا وقد استولوا على قسط كبير من الأراضي الخصبة منها أكثر من 20 مزرعة وقد عرفت هذه الفترة مقاومة وانتفاضة شعبية أبرزها انتفاضة الظهرة ومقاومة فليتة بزعامة «سيدي لزرق بلحاج» المدعو بوحمامة سنة 1864 وتلتها عدة انتفاضات أخرى الشيء الذي استدعى اهتماما بالغا لهذه القضية من طرف فرنسا، فزار زعيمها نابليون الثالث غليزان عام 1865م للإطلاع على الوضـع واصطــدم بمظاهرات عنيفة مما صعب عليه الخروج منها أمام غضب وسخط السكان الذين تعرضوا لحوادث دموية وذلك باعتراف المعمرين أنفسهم في كتاب «غليزان كيان الصغرى» للمؤلف الفرنسي «فانسون إسكلاباس» عام 1957م.
في 1873م قام المستعمر بوضع تنظيمة الإداري الخاص وجرت أول انتخابات بلدية، وعين أول رئيس لبلدية غليزان المدعو «أغارة» (AGARA) المعروف بشدة كراهيته للعرب. ما بين سنتي 1871 و1956 ثم استصلاح أزيد من 85% من الأراضي الفلاحية وقد أطلق اسم «كاليفورنيا الجزائر» على غليزان في هذه الفترة وهذا نظرا لخصوبة أراضيها وكان لها شرف احتضان فكرة إنشاء حزب نجم شمال إفريقيا بزعامة مصالي الحاج والحاج "علي القلعي" الغليزاني الذي ترأس هذه الحركة السياسية.
و مع اندلاع ثورة التحرير الكبرى 1954م هب أبناء هذه الولاية للمواجهة المسلحة كغيرها من الولايات الأخرى وشاركوا في عدة هجومات وانتفاضات ضد المستعمر إذ كانت كل من شراطة والونشريس مقر لقيادة المنطقة الرابعة وبهذا التسلسل التاريخي تكون غليزان قد ساهمت في استرجاع السيادة الوطنية.

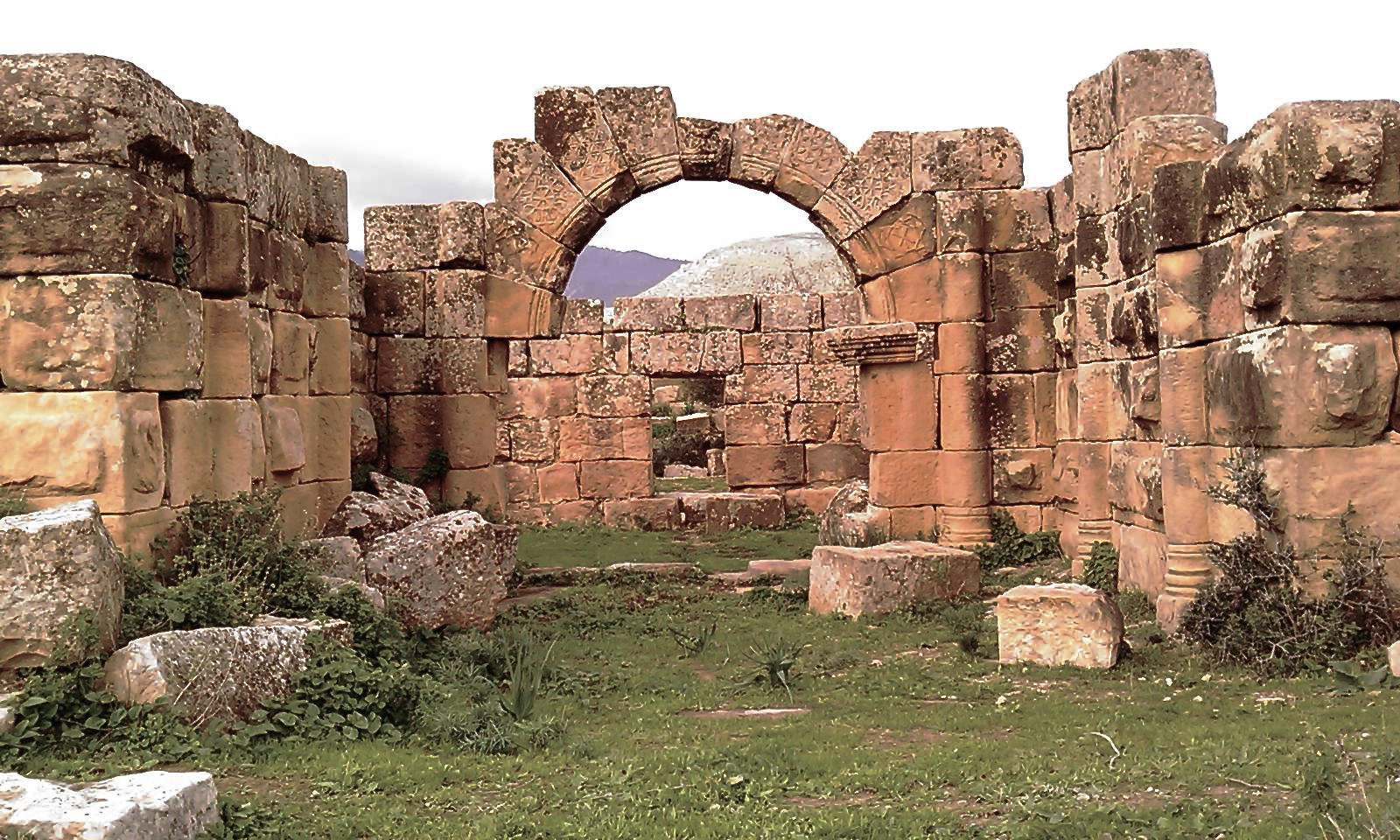
قصر كاوة ببلدية الولجة

## الجغرافيا

### تضاريس

#### الجبال
تتوفــر ولاية غليـزان على مؤهلات طبيعية وتضاريس هامة فهي محاطة بسلاسل جبلية مقسمة إلى ثلاث مناطق أساسيــة:
1. الشمال: نجد جبال الظهرة التي تغطي دوائر مازونة وسيدي امحمد بن علي وبلدية مديونة وجزءا من بلدية الحمري بدوار الشرايطية ودواوير أخرى.
2. الجنوب: نجد جبال الونشريس التي تمتد من الشرق إلى الغرب بجنوب الولاية والجزء الجنوبي من دائرة وادي إرهيو ودوائر (عمي موسى، عين طارق الرمكة، منداس، وزمورة لتمتد ناحية الغرب لجبال بني شقران) (بلديتا سيدي امحمد بن عودة والقلعة وبلدية لحلاف).
3. الغرب جبال بني شقران والتي تشمل بلديات القلعة وعين الرحمة.
4. الغرب:جبل بلعسل والذي يفصل بين ولاية غليزان وولاية مستغانم

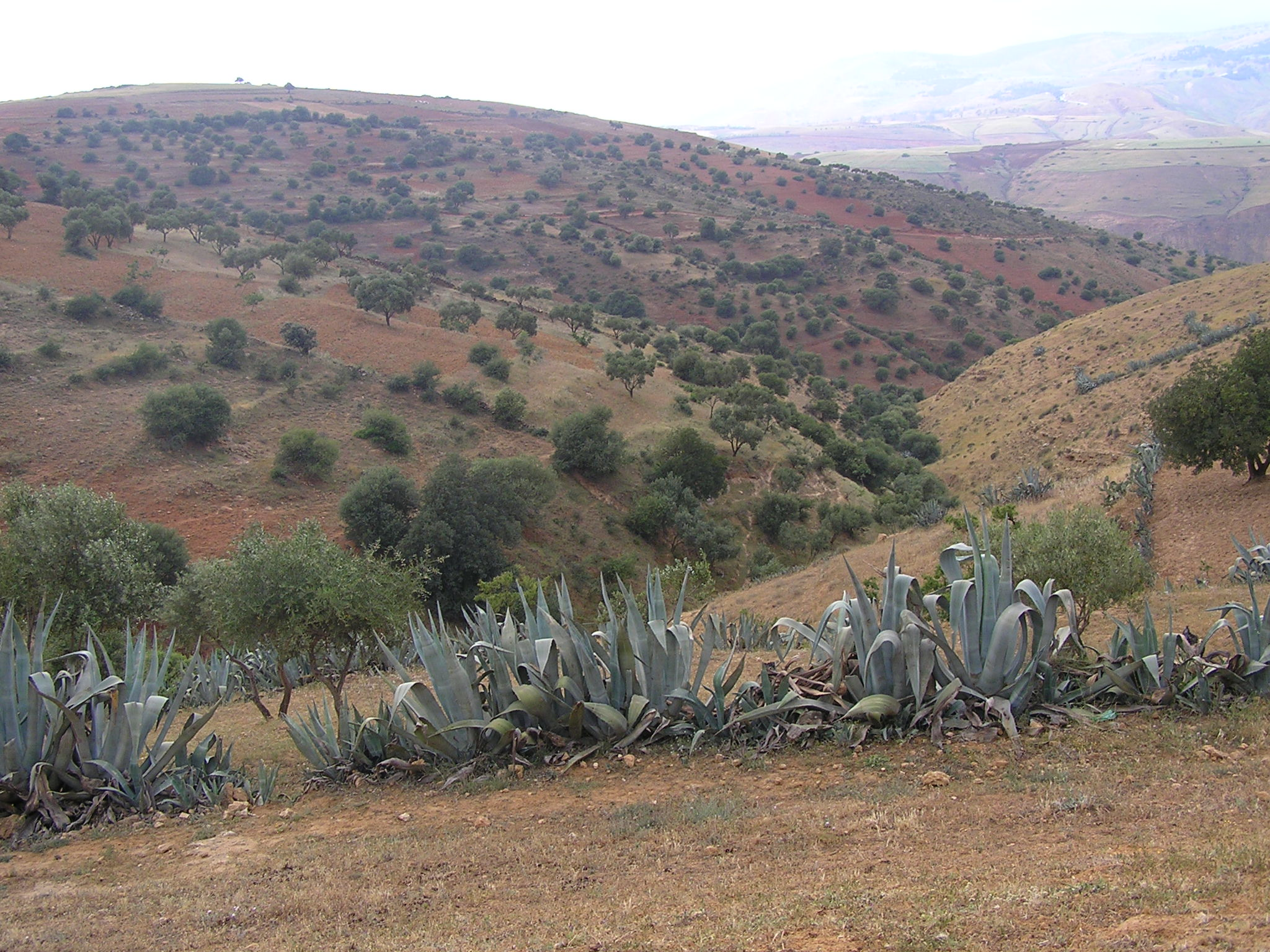
جبال الظهرة
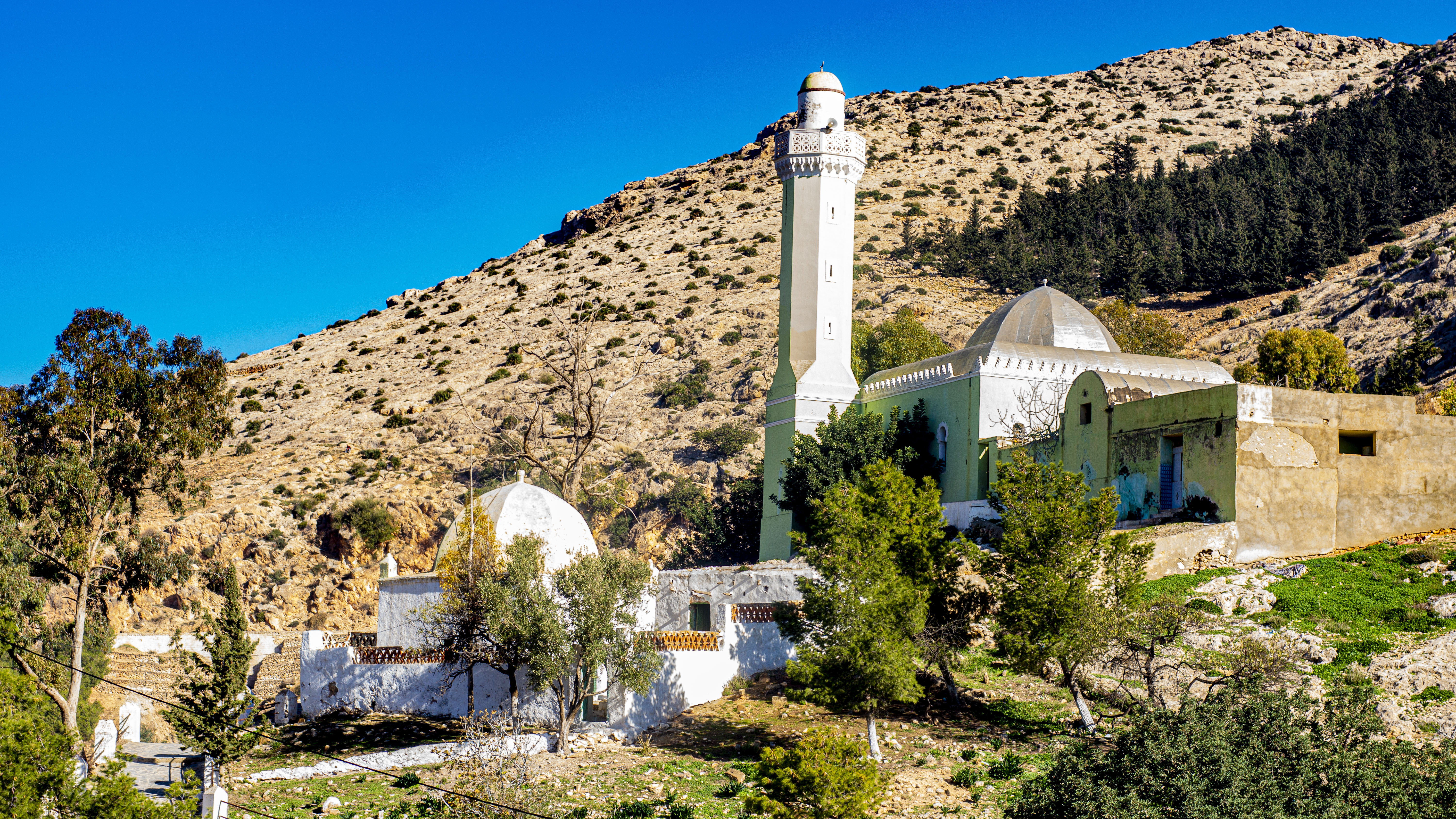
جبل بربر بالقلعة

#### السهول
1. سهل مينا: وهوالسهل الذي يقع شمال غرب ولاية غليزان والذي يخترقه واد مينا الذي يصب في نهر الشلف
2. سهل قري: يقع شمال شرق الولاية بسيدي امحمد بن علي بالتحديد ويتميز بخصوبته وجودته العالية
3. سهل الشلف السفلي: تشغل الجزء الأوسط للولاية وكل هذه المناطق يكسوها غطاء نباتي من مختلف أنواع الأشجار والنباتات في حين يوجد بالولاية مجموعـة من الأودية والمستنقعات كوادي إرهيو، وادي مينا حوض الشلف الأسفل ومرجة سيدي عابد المتميـزة بملوحتــها.
4. سهل منداس
5. سهل السمار

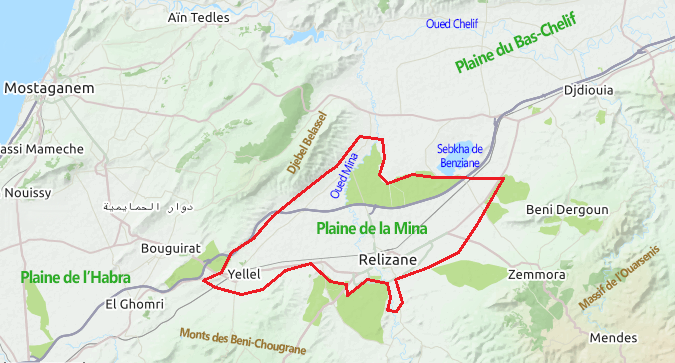
سهل مينا
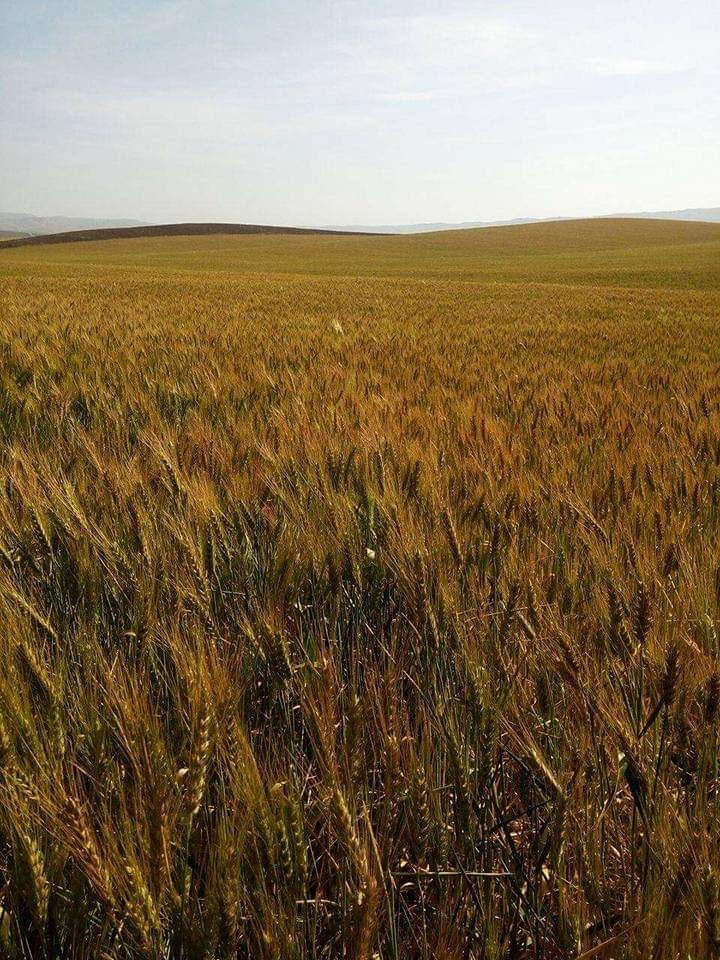
سهل قري
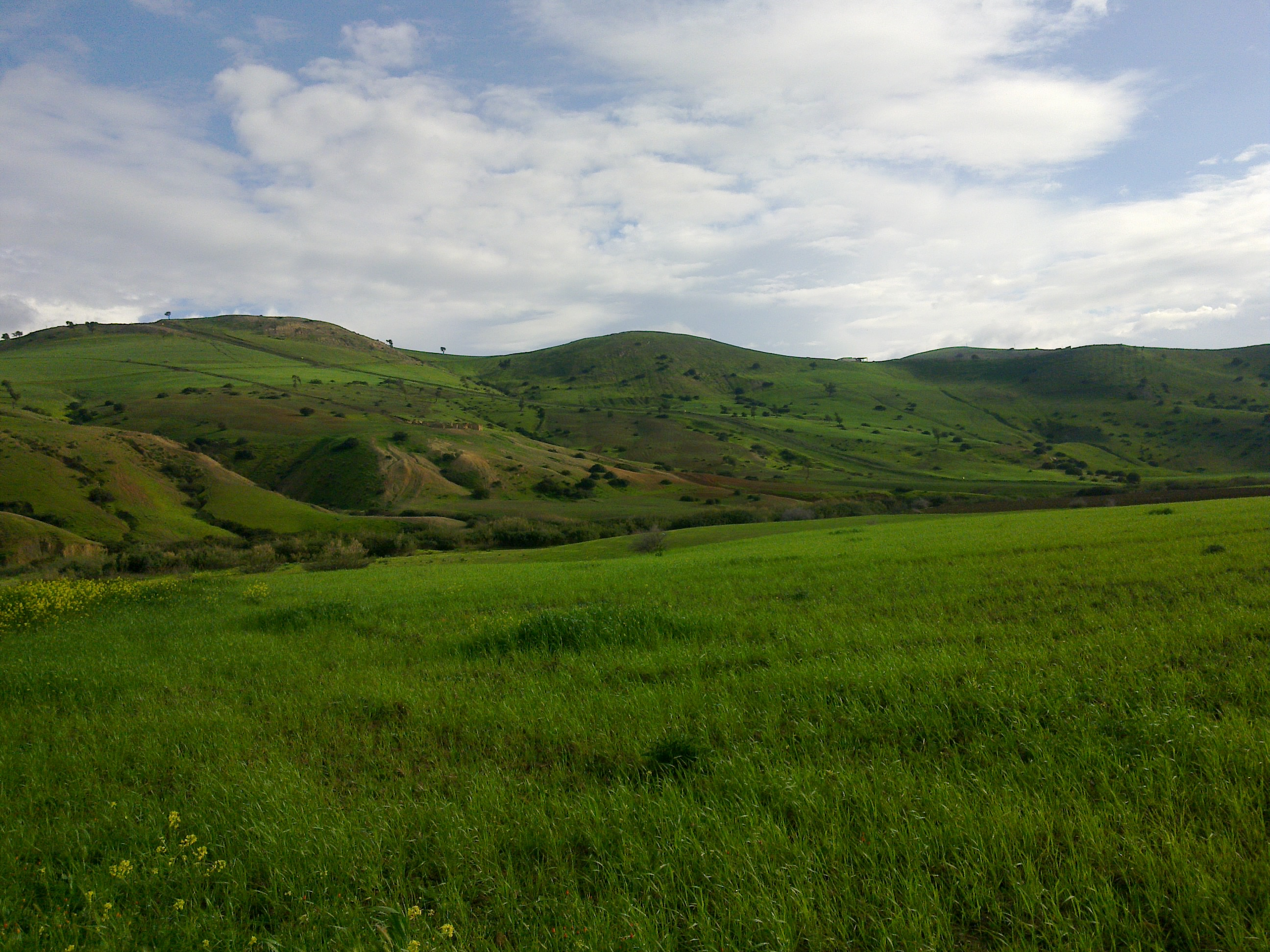
سيدي لزرق
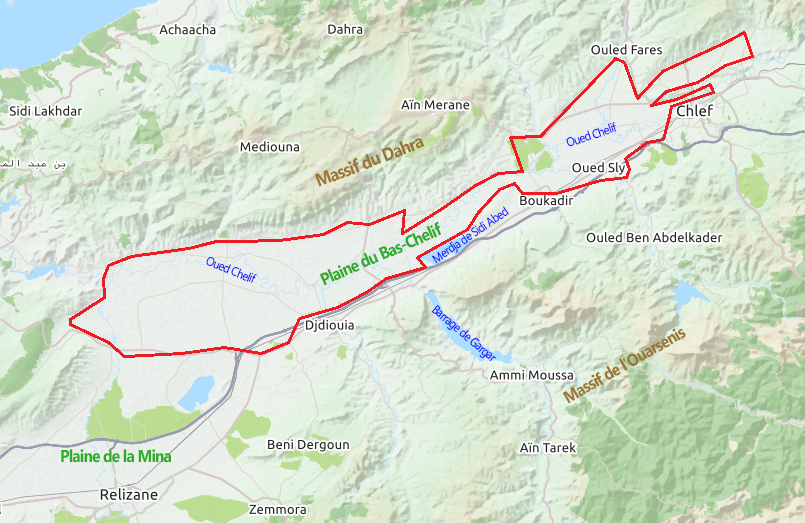
سهل الشلف السفلي

#### الأودية

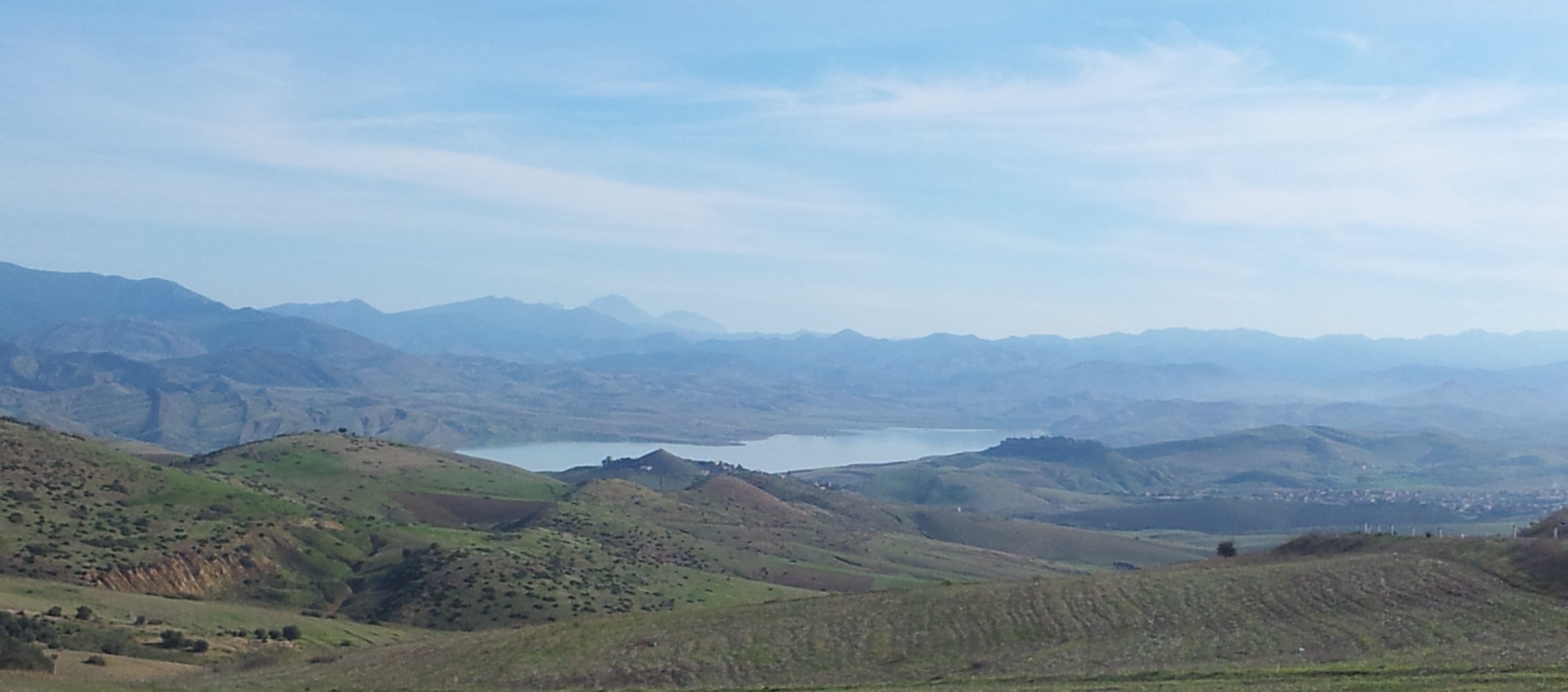
سد قرقر

تتوفر ولاية غليزان على العديد من الأودية التي تساهم في ري الأراضي الزراعية كما أقيمت عليها العديد من السدود مثل سد قرقار وسد سيد امحمد بن عودة ومن أبرز الأودية :
1. وادي مينا
2. واد الشلف
3. وادي ارهيو
4. وادي اجديوية
5. وادي مناصفة
6. واد يلل
7. واد واريزان

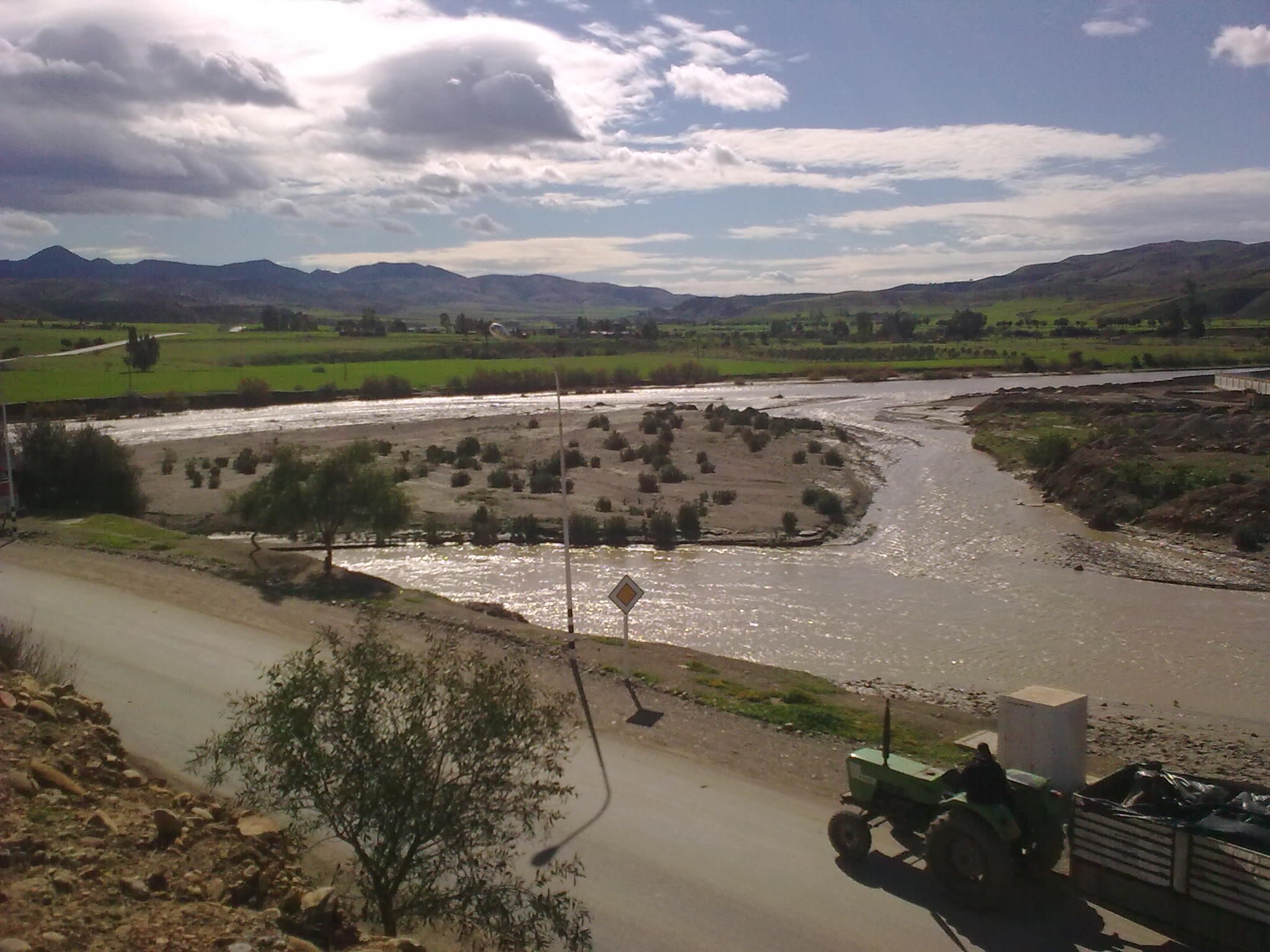
واد ارهيو بمنطقة عمي موسى

### المناخ
يسود ولاية غليزان مناخ قاري بارد وممطر شتاء وحار صيفا مع سقوط الثلوج ببعض المناطق التي تبلغ علوها عن سطح البحر 800 متر وذلك في جبال الونشريس وبالضبط في أعالي جبل بوركبة وكذلك بجبال بني شقران، منداس، زمورة، والظهرة كما تجدر بنا الإشارة إلى أن متوسط كمية الأمطار المتساقطة هي في حدود 300 مم خلال السنة، أما بالنسبة للعشرية الأخيرة لم تتجاوز 240 مم.

## السكان
بلغ عدد سكان ولاية غليزان في التعداد العام للسكان والسكن الأخير 1998 حوالي 646175 نسمة وهم متمركزون في المناطق حضرية حيث يقطن :
1. جنوب شرق الونشريس ما يقارب 52 ألف نسمة مقابل 23 ألف بالمناطق الحضرية
2. جنوب غرب الونشريس 29 ألف نسمة بالأرياف مقابل 44 ألف نسمة بالتجمعات الحضرية
3. بني شقران يوجد 6 ألف في الريف مقابل 10 ألف بالتجمعات الحضرية،
4. بمنطقة الظهرة فيتواجد ما يقارب 54 ألف نسمة في الريف مقابل 46 ألف نسمة بالتجمعات الحضرية
5. منطقة وادي مينا نجد 58 ألف نسمة في الريف مقابل 170 ألف بالوسط الحضري

ويخضع هذا التوزيع إلى عدة عوامل أهمها: طبيعة المناخ وطبيعة التضاريس وتوفر المياه والأراضي الصالحة للزراعة والتي مكنت من بعث نشط اقتصادي واجتماعي
| ذكور   | فئة عمرية     | إناث   |
| ------ | ------------- | ------ |
| 1٬078  | 85 سنة وأكثر  | 1٬243  |
| 1٬661  | 80 إلى 84 سنة | 1٬614  |
| 3٬782  | 75 إلى 79 سنة | 3٬548  |
| 5٬620  | 70 إلى 74 سنة | 5٬426  |
| 6٬239  | 65 إلى 69 سنة | 6٬191  |
| 6٬389  | 60 إلى 64 سنة | 6٬484  |
| 11٬124 | 55 إلى 59 سنة | 10٬545 |
| 14٬233 | 50 إلى 54سنة  | 13٬594 |
| 16٬960 | 45 إلى 49 سنة | 17٬385 |
| 19٬834 | 40 إلى 44 سنة | 20٬238 |
| 22٬757 | 35 إلى 39 سنة | 23٬052 |
| 28٬901 | 30 إلى 34 سنة | 29٬108 |
| 38٬773 | 25 إلى 29 سنة | 37٬954 |
| 44٬701 | 20 إلى 24 سنة | 43٬855 |
| 41٬319 | 15 إلى 19 سنة | 40٬375 |
| 35٬931 | 10 إلى 14 سنة | 34٬714 |
| 30٬832 | 5 إلى 9 سنوات | 29٬568 |
| 36٬021 | 0 إلى 4 سنوات | 34٬763 |
| 146    | غير معروف     | 222    |

## التقسيمات الإدارية

### إنشاء المراكز الإستيطانية في العهد الإستعماري
|    | الإسم             | الإسم بالفرنسي | سنة التأسيس   | ترقية لبلدية كاملة الصلاحيات |
| -- | ----------------- | -------------- | ------------- | ---------------------------- |
| 01 | غليزان            | Relizane       | 04 جانفي 1857 | 01 أفريل 1865                |
| 02 | يلل               | Hillil         | 08 جانفي 1859 | 1885                         |
| 03 | عمي موسى          | Ammi Moussa    | 14 سبتمبر1859 |                              |
| 04 | زمورة             | Zemmora        | 02 مارس 1864  | 17 مارس 1871                 |
| 05 | واد ارهيو         | Inkermann      | 28 جانفي 1870 | 06 جانفي 1891                |
| 06 | منداس             | Mendes         | 1871          |                              |
| 07 | جديوية            | Saint Aimé     | 1873          |                              |
| 08 | سيدي امحمد بن علي | Renault        | 1874          |                              |
| 09 | واد الجمعة        | Ferry          | 1876          |                              |
| 10 | الحمادنة          | Hemadna        | 1876          |                              |
| 11 | المطمر            | Clanchant      | 1878          |                              |

### التقسيم الإداري لعام 1955م

#### دائرة غليزان
- دار بن عبد الله
- أولاد بركات (الجزائر)
- يلل
- المطمر
- سيدي سعادة
- القلعة
- مينا
- قطارة
- سيدي خطاب
- واد الجمعة
- زمورة
- بني بسعد
- عمامرة
- الحرارثة
- سيدي امحمد بن عودة
- واد السلام
- أولاد سيدي لزرق
- تاعسالت
- أولاد بوعلي
- منداس.

#### دائرة واد ارهيو
- عمي موسى
- عين طارق
- أولاد دافلتن
- الحمادنة
- جديوية
- مازونة
- سيدي امحمد بن علي
- لحلاف
- عجامة
- أهل قورين
- بوعلوفة
- بوماتع
- شكالة
- حمري
- مكناسة
- مكمن
- مريوة
- قرواو
- مديونة
- التوارس
- تيغرماتين
- أولاد العباس
- أولاد الزمر
- أولاد بورياح
- أولاد بويكيني
- أولاد موجار
- أولاد علي
- أولاد صابر
- جرارة
- أولاد يعيش
- الملعب
- واريزان

### التقسيم الإداري عام 1984
تتكون ولاية غليزان من 13 دائرة و 38 بلدية.

#### الدوائر
| - دائرة الحمادنة - دائرة الرمكة - دائرة المطمر | - دائرة جديوية - دائرة زمورة | - دائرة سيدي امحمد بن علي - دائرة عمي موسى | - دائرة عين طارق - دائرة غليزان | - دائرة مازونة - دائرة منداس | - دائرة وادي ارهيو - دائرة يلل |

#### البلديات
| - غليزان - بن داود - يلل - سيدي سعادة - عين الرحمة | - القلعة - المطمر - بلعسل - سيدي خطاب - سيدي امحمد بن عودة | - منداس - واد السلام - سيدي لزرق - الحمادنة - واد الجمعة | - جديوية - حمري - أولاد سيدي الميهوب - وادي ارهيو - المرجة | - واريزان - لحلاف - مازونة - القطار - سيدي امحمد بن علي | - بني زنطيس - مديونة - عمي موسى - الولجة - اولاد يعيش | - الحاسي - عين طارق - حد الشكالة - الرمكة - سوق الحد | - زمورة - دار بن عبد الله - بني درقن |

## الولاة
تعاقب العديد من الولاة على ولاية غليزان منذ إنشائها في 4 فيفري 1984م من خلال المرسوم التنفيذي رقم 84-09 الذي ينظم الإقليم الوطني الجزائري في إطار ثمانية وأربعين ولاية.
| رقم | الوالي                | البداية           | النهاية         | ولاية المولد     |
| --- | --------------------- | ----------------- | --------------- | ---------------- |
| 01  | عمر جمال بن شعبان     | 4 أفريل 1984م     | 26 جويلية 1989م | ولاية عين الدفلى |
| 02  | محمد أحسن أوصديق      | 26 جويلية 1989م   | 29 أكتوبر 1989م |                  |
| 03  | محمد صلاح الدين أحريز | 29 أكتوبر 1989م   | 21 أوت 1991م    |                  |
| 04  | لحبيب حبشي            | 21 أوت 1991م      | 2 نوفمبر 1993م  |                  |
| 05  | عدة سلواني            | 2 نوفمبر 1993م    | 30 جوان 1994م   |                  |
| 06  | عبد الوهاب لعروسي     | 30 جوان 1994م     | 11 جويلية 1995م | ولاية عنابة      |
| 07  | إبراهيم لمهل          | 11 جويلية 1995م   | 22 أوت 1999م    |                  |
| 08  | ميلود طاهري           | 22 أوت 1999م      | 17 أوت 2004م    |                  |
| 09  | جلول بوكربيلة         | 17 أوت 2004م      | 30 سبتمبر 2010م | ولاية تلمسان     |
| 10  | عبد القادر قاضي       | 30 سبتمبر 2010م   | 5 ماي 2014م     | ولاية النعامة    |
| 11  | هاجري درفوف           | 22 جويلية 2015م · | 13 جويلية 2017م |                  |
| 12  | نصيرة براهيمي         | 13 جويلية 2017م   | 2019            |                  |
| 13  | عطا الله مولاتي       | 2019              | 2022            | تقرت             |
| 14  | عبد السلام لكحل عياط  | 2022              | ليومنا هذا      |                  |

## الزوايا
- زاوية سيد أحمد التيجاني بلدية القطار

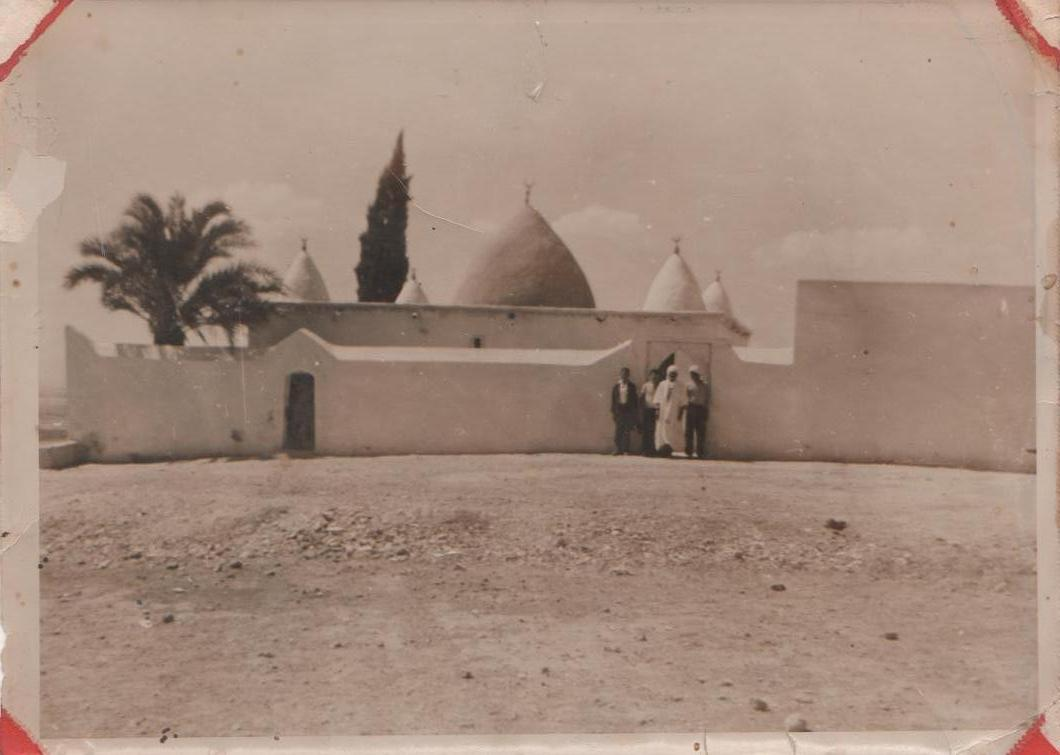
زاوية سيدي حرات سنة 1960

- زاوية سيدي أمحمد بن عودةبسيدي امحمد بن عودة.[32]
- «زاوية سيدي بلمكي» بغليزان.[33]
- «زاوية الشيخ سي خليفة» بمازونة.[34]
- «الزاوية اليشروطية» بوادي الجمعة.[35]
- «زاوية سيدي عبد القادر بن عدة» بغليزان.[36]
- «زاوية سيدي بللوش» بحمري.[37]
- «زاوية سيدي بوعبد الله» بوادي ارهيو.[38]
- «زاوية سيدي عبد القادر بن الأحول» بوادي الخير.[39]
- «الزاوية العلوية» بغليزان.[40]
- «الزاوية الهبرية» بزمورة.[41]

## التعليم الجامعي
تضم هذه الولاية العديد من الجامعات ومؤسسات التعليم الجامعي، منها:
- جامعة غليزان.[42]

## نواب ولاية غليزان في المجلس الشعبي الوطني
يبلغ عدد النواب في المجلس الشعبي الوطني عن ولاية غليزان 10 نائبا خلال الدورة التشريعية 2017م-2022م التي انطلقت بعد 4 ماي 2017م.
التوزع الجنسي لنواب البرلمان عن ولاية غليزان (2017م-2022م)
يتوزع نواب البرلمان عن ولاية غليزان في الدورة التشريعية 2017م-2022م وفق الجنس حسب النسب التالية:
1. النواب النساء: 1 (10.00 %).
2. النواب الرجال: 9 (90.00 %).

### التوزيع الحزبي
الانتماء الحزبي لنواب البرلمان عن ولاية غليزان (2017م-2022م)
يتوزع نواب البرلمان عن ولاية غليزان في الدورة التشريعية 2017م-2022م حسب عدة قوائم حزبية:
1. حركة مجتمع السلم: 1 نائب (10.00 %).
2. التجمع الوطني الديمقراطي: 1 نائب (10.00 %).
3. جبهة التحرير الوطني: 5 نواب (50.00 %).
4. جبهة المستقبل: 1 نائب (10.00 %).
5. الحركة الشعبية الجزائرية: 1 نائب (10.00 %).
6. حركة الوفاق الوطني: 1 نائب (10.00 %).

### القائمة الاسمية للنواب خلال العهدة التشريعية 2017م-2022م
1. سعدية مكي (جبهة التحرير الوطني).[45]
2. أحمد بوشامة (حركة مجتمع السلم).[46]
3. نور الدين يقدومي (التجمع الوطني الديمقراطي).[47]
4. حاج بلغوثي (جبهة المستقبل).[48]
5. عبد القادر بن جبار (جبهة التحرير الوطني).[45]
6. سيد أحمد عبد الصدوق (الحركة الشعبية الجزائرية).[49]
7. حاج حمداش (جبهة التحرير الوطني).[45]
8. هواري بن عولة (حركة الوفاق الوطني).
9. محمد بودالية (جبهة التحرير الوطني).[45]
10. حمادوش قلوعة (جبهة التحرير الوطني).[45]

## شخصيات
- علي بومنجل
- أبو عبد الله غلام الله
- أحمد فرنسيس
- محمد سوكر
- شيخ بن صديق
- محمد عبو
- عبد القادر حاج علي
- محمد بن عبو
- مصطفى بن فضيل
- بن عودة بوجلال
- صابري غربي
- هشام مختار
- الشيخة ربيعة
- نور الدين إسماعيل
- محمد أمين زيدان

## معرض صور

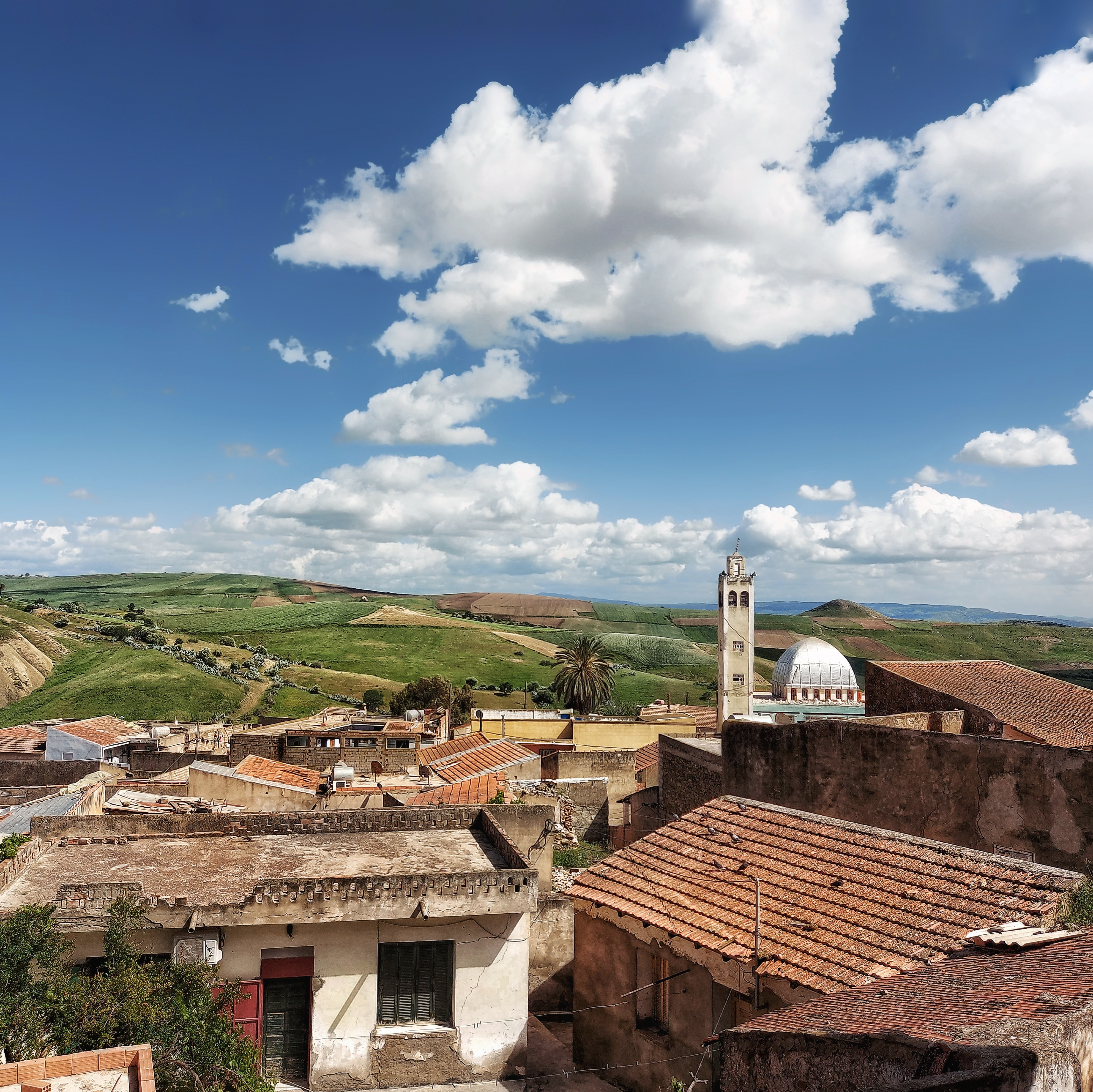
مازونة
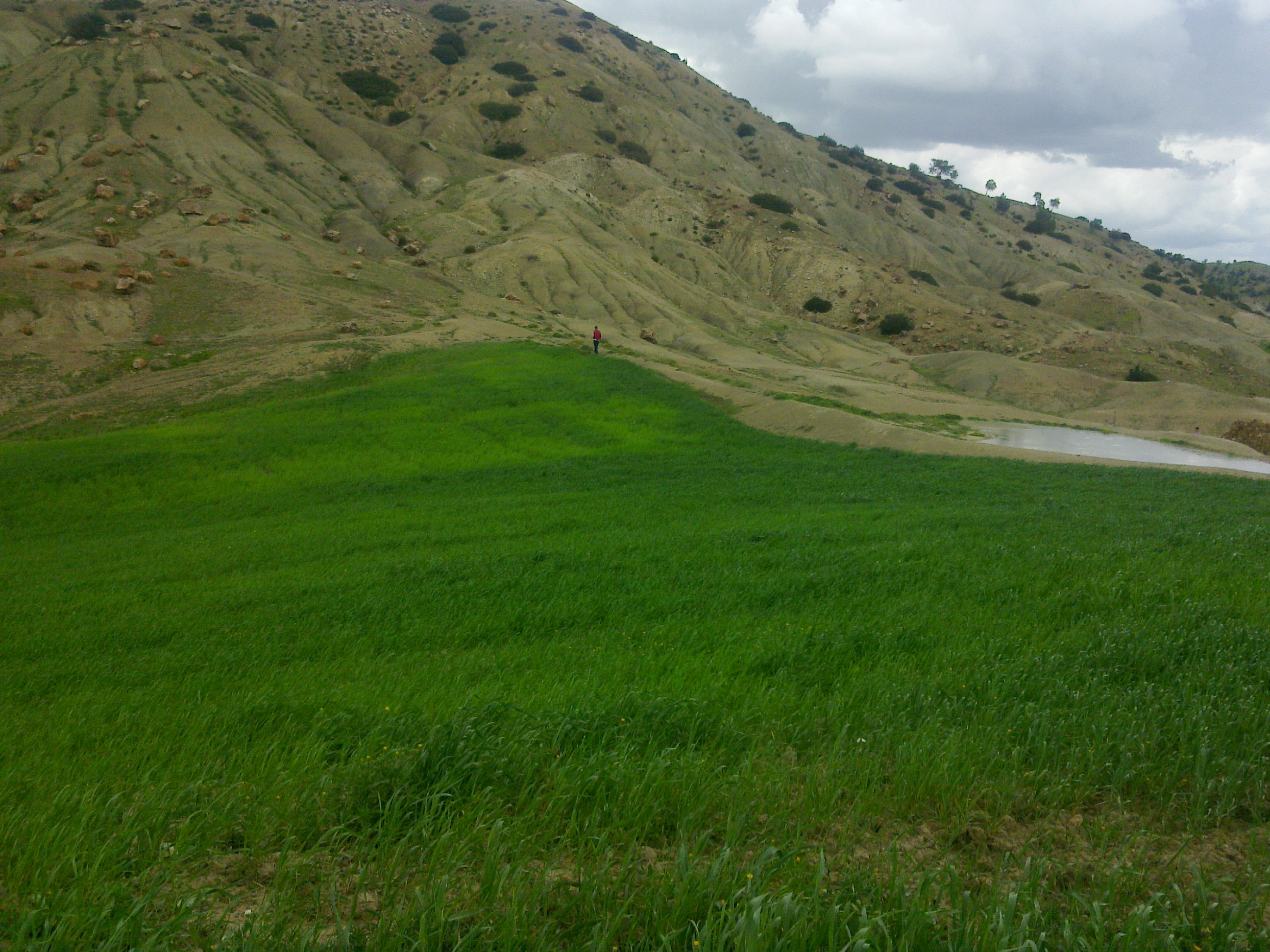
سهول بسيدي لزرق
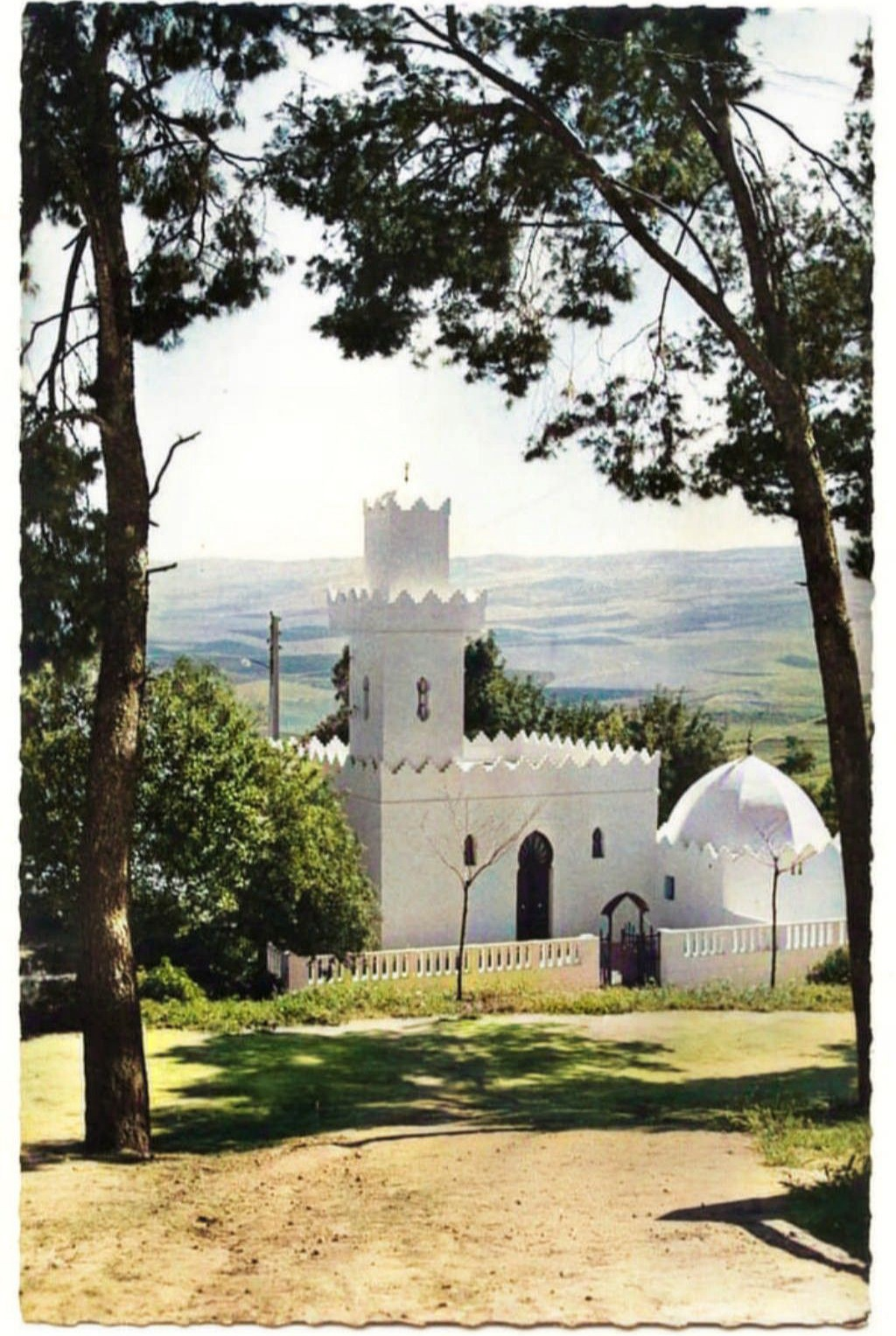
سيدي امحمد بن علي
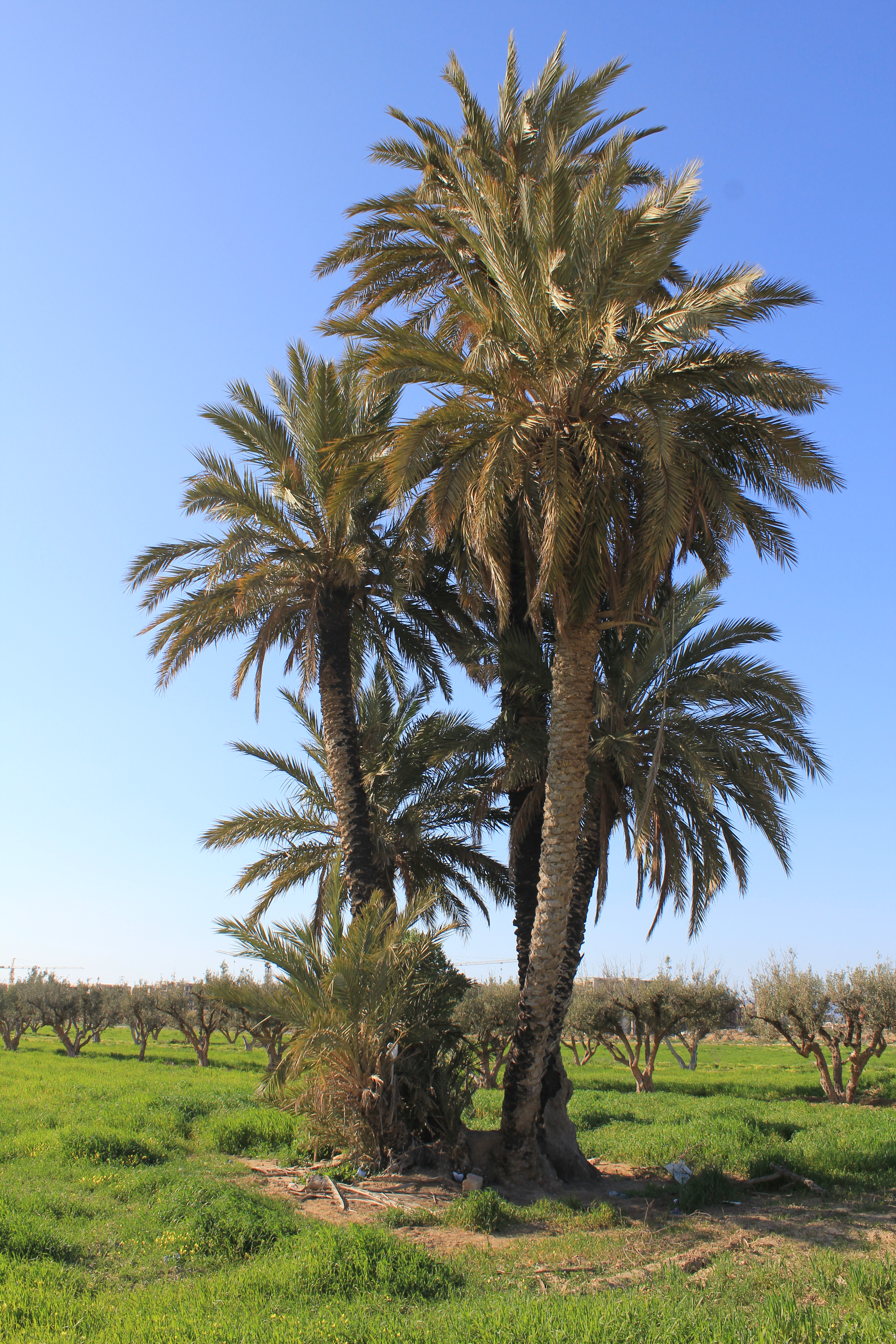
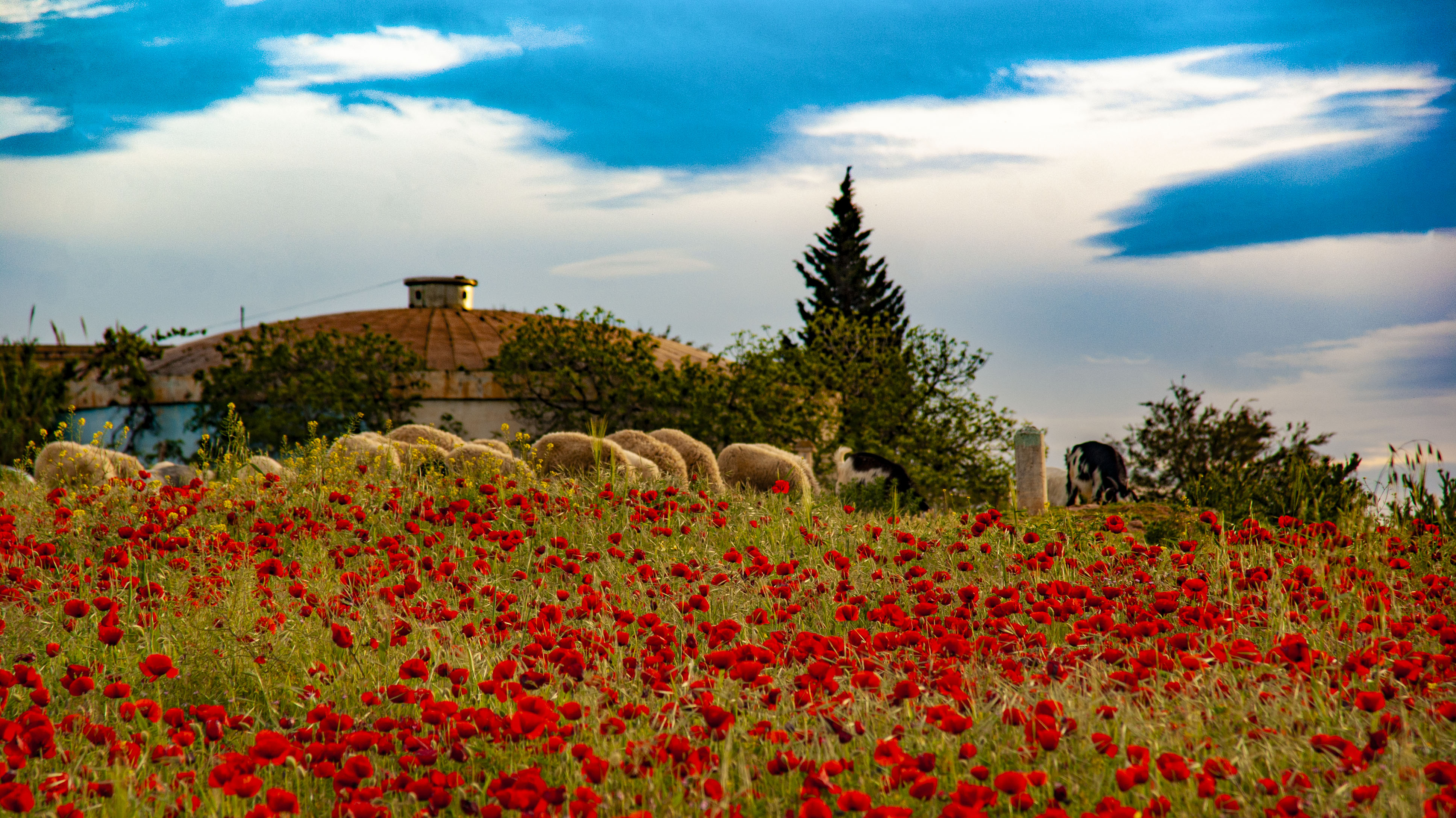
الحمادنة
وسط مدينة غليزان

## وصلات خارجية
- مديرية الثقافة لولاية غليزان
- إذاعة غليزان (البث الحي)
- مديرية التربية لولاية غليزان
- موقع مدينة غليزان
- موقع علوم غليزان
- الوكالة المحلية للسياحة بغليزان.
- خبار بلادي.. الجزائر.. ولاية غليزان